# 晉釐侯
 （？—前823年），又稱晉僖侯，姬姓，名司徒，是西周諸侯國晉國的第七任國君，晋靖侯之子。
僖侯十四年，周宣王初立。十八年僖侯去世，其子晉獻侯繼位。
| 前任： 父晉靖侯 | 晉國君主 前841年－前823年 | 繼任： 子晉獻侯 |